# 2327 Gershberg
2327 Gershberg è un asteroide della fascia principale. Scoperto nel 1969, presenta un'orbita caratterizzata da un semiasse maggiore pari a 2,3679715 UA e da un'eccentricità di 0,1303636, inclinata di 4,03437° rispetto all'eclittica.